# Милчани
Милчани (чеш. Milčané, пољ. Milczanie) су били западнословенско племе, које се населило у данашњој области Горња Лужица. Они се први пут помињу средином 9. века нове ере код Баварског географа, који је писао о 30 насеља, која су можда имала утврђења. Њих су постепено освојали Немци током 10. века. Савремени потомци Милчана су Лужички Срби у Саксонији, у Немачкoj.

## Историја
Милчани су дошли у Горњу Лужицу у 7. веку током периода миграција Тачна граница њиховог станишта спорна је међу историчарима и није прецизно утврђена. Сматра се да је њихова земља била плодан лес величине око 50x20 км од истока на запад и 20x20 км од севера на југ. Северна граница је била у мочварној и делимично пустој области, док је jужна граница ишла линијом Лужичке висоравни. Брда Буркау у близини Каменца формирала су природну границу Милчана на западу, док се њихова територија на истоку граничила са Бензуцанима.
Ортенбуршки дворац Будишин је изграђен око утврђења које су још Милчани саградили. Карло Млађи, син Карла Великог, победио је Милчане и спалио њихову тврђаву 806. године. Хенрик I Птичар, краљ германски, победио је ово словенско племе 932. и захтевао преобраћање у хришћанство, мада је то било само делимично успешно. Цар Отон I поразио је Лужичке Србе 963. и ставио их под власт маркгрофа Гера. Милчане је коначно потчинио маркгроф Екехард I од Мајсена око 990. и њихове територије су укључене у састав Светог римског царства. Милчани су затим постепено германизовани или су се стопили са Лужичким Србима у доњој Лужици.
Током периода од 10. до 12. века регион Будишина је био познат у писаним изворима (на пример, Титмар као ГАУ Milsca, затим Земља Budissin. У пољском, Горња Лужица била је позната као Milsko до 15. века. Милчани се такође помињу у спеву из 12. века Песма о Ролану ("други са великом главом од Милчана, дуж пршљенова све испод леђа тих људи биле су ћубасти чекиње, као у свиња").